# Bouisse
Bouisse är en kommun i departementet Aude i regionen Occitanien  i södra Frankrike. Kommunen ligger  i kantonen Mouthoumet som ligger i arrondissementet Carcassonne. År 2022 hade Bouisse 103 invånare.

## Befolkningsutveckling
Antalet invånare i kommunen Bouisse
Referens: INSEE